# رفتار آزاردهنده
رفتار آزاردهنده (به انگلیسی: Disturbing Behavior) یک فیلم علمی تخیلی وحشت روان‌شناختی در سبک فیلم نوجوانان به کارگردانی دیوید ناتر، نویسندگی ناتر و اسکات روزنبرگ با بازی جیمز مارسدن، کیتی هلمز و نیک استال است که در سال ۱۹۹۸ منتشر شد. خلاصه داستان گروهی از طردشدگان دبیرستانی را دنبال می‌کند که متوجه می‌شوند همکلاسی‌های به ظاهر کامل خود در «روبان آبی» بخشی از یک آزمایش پیچیده کنترل ذهن هستند.
این فیلم در ۲۴ ژوئیه ۱۹۹۸ نمایش داده شد و نقدهای منفی دریافت کرد. این فیلم قبل از اکران در سینما در پاسخ به نمایش‌های آزمایشی منفی، از طریق استودیوهای متعدد حذف شد. پشتیبانی قابل توجهی از طرفداران برای انتشار نسخه برش کارگردانی که صحنه‌های حذف شده را بازیابی می‌کند، وجود داشته است.

## واکنش انتقادی
تماشاگران مورد نظر سینماسکور به این فیلم نمره C- دادند.

## گیشه
این فیلم در رتبه ۷ باکس آفیس آمریکای شمالی با درآمد ۷ میلیون دلاری در آخر هفته افتتاحیه خود باز شد. در هفته بعد ۵۷ درصد کاهش درآمد و به رتبه ۱۲ سقوط کرد.